# Ad-Dawudijja
Ad-Dawudijja (arab. الداوودية) – wieś w Syrii, w muhafazie Aleppo, w dystrykcie Ajn al-Arab. W 2004 roku liczyła 688 mieszkańców.